# STS Fryderyk Chopin

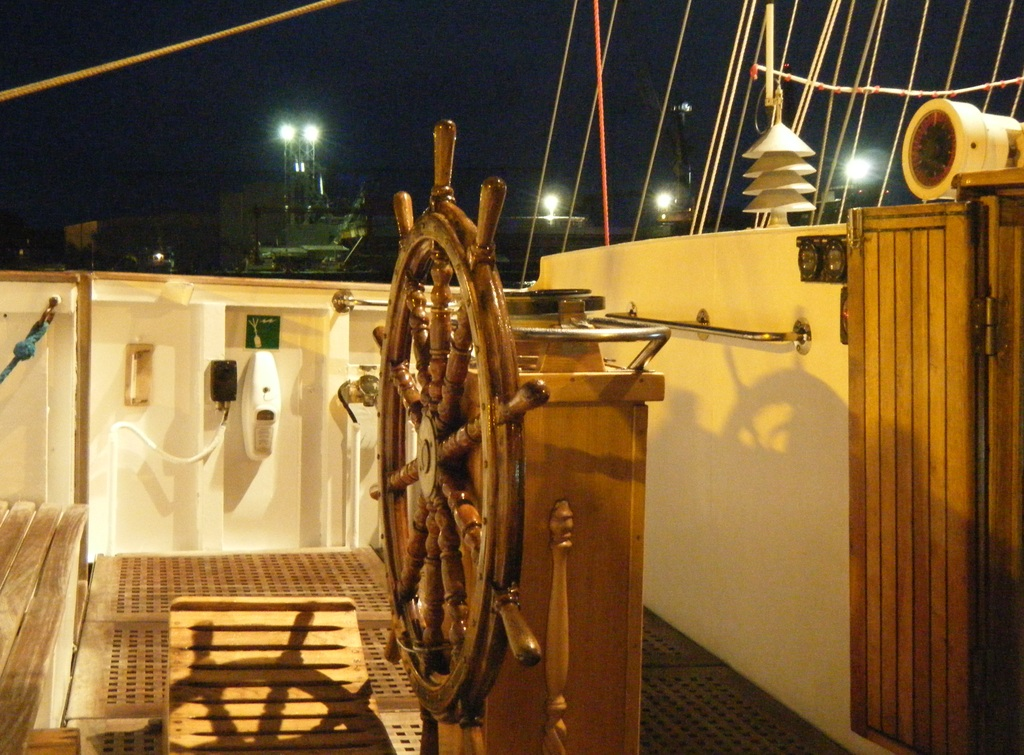
Koło sterowe żaglowca

STS Fryderyk Chopin – polski żaglowiec, stalowy bryg, zbudowany według projektu Zygmunta Chorenia.

## Historia i rejsy
Żaglowiec został wybudowany w Gdyni przez Fundację Międzynarodowa Szkoła pod Żaglami kapitana Krzysztofa Baranowskiego. Jego projektantem był polski konstruktor żaglowców Zygmunt Choreń, który poza „Fryderykiem Chopinem” zaprojektował także m.in. „Pogorię” (1980), „Dar Młodzieży” (1982) i „Iskrę II” (1982). Podniesienie bandery miało miejsce przy Skwerze Kościuszki w Gdyni – 29 lutego 1992 roku. Niedługo potem bryg wyszedł w swój pierwszy rejs wraz z grupą młodzieży pozyskanej w wyniku konkursowego naboru, w ramach Międzynarodowej Szkoły pod Żaglami, z pierwotnym celem rejsu na Karaiby, a następnie wzięcia udziału w regatach Columbus z okazji obchodów 500-lecia odkrycia Ameryki przez Krzysztofa Kolumba, w których zajął III miejsce. Podczas tego dziewiczego rejsu, w Kanale Kilońskim, miał miejsce pożar w maszynowni – z powodu nadmiernych drgań silnika nastąpiło urwanie jednego z manometrów układu zasilania ropą, w wyniku czego powstała łatwopalna chmura, która po opadnięciu na silnik zapaliła się. Pożar został szybko ugaszony, ale spowodowało to konieczność rezygnacji z pierwotnego planu odwiedzenia Karaibów. Żaglowiec został odholowany do wyjścia z Kanału na Elbę. W trakcie tej podróży zdołano prowizorycznie naprawić uszkodzenie, ale dla jej dokończenia żaglowiec wszedł do Hamburga, gdzie przez około tydzień stał przy reprezentacyjnym nadbrzeżu Landungsbrücken w dzielnicy Sankt Pauli. Po ponownym podjęciu rejsu Elbą w kierunku Morza Północnego, po około godzinie, zauważono możliwość powtórzenia się tej samej awarii, stąd żaglowiec zawinął do Cuxhaven u jej ujścia. Tu, ściągnięta z Polski ekipa stoczniowa gruntownie dokonała naprawy gwarancyjnej, usuwając przyczynę nienormalnych drgań silnika. Po jej zakończeniu żaglowiec przez Kanał La Manche wyszedł na Atlantyk, gdzie na wysokości przejścia pomiędzy Irlandią a Wielką Brytanią dokonany został zwrot z celem wejścia do Glasgow, gdzie miała być zaokrętowana grupa młodzieży angielskiej dla współudziału w Columbusie. Po drodze zatrzymano się na kilka dni w Befaście oraz zakotwiczono na dwa dni przy wyspie Arran dla uzgodnienia kwestii organizacyjnych związanych z wejściem do Glasgow. Na tej drodze żaglowiec zatrzymał się na kilka dni w Greenock w trakcie których miała miejsce wycieczka młodzieży do stolicy Szkocji – Edynburga. Podczas dalszego rejsu do Glasgow na pokład weszła ekipa BBC, która nakręciła program „Blue Petera” dla młodzieży angielskiej.
29 października 2010 roku żaglowiec stracił na Atlantyku oba maszty podczas sztormu o sile 11 stopni w skali Beauforta i zaczął dryfować w odległości ok. 160 km na południowy zachód od wysp brytyjskich Scilly z 47 osobami na pokładzie. 1 listopada 2010 żaglowiec został odholowany do Falmouth, portu leżącego na południowo-zachodnim krańcu Anglii, w Kornwalii. W wyniku decyzji o „odmowie promesy” od ubezpieczyciela i „odmowie wypłaty odszkodowania” przez PZU, żaglowiec został aresztowany 6 grudnia 2010 roku przez Sąd Morski w Londynie jako zabezpieczenie wysokiego długu wobec właściciela kutra rybackiego „Nova Spero”, który doholował żaglowiec do portu w Falmouth.
Orzekając w sprawie wypadku, Izba Morska w Szczecinie nie dopatrzyła się żadnych uchybień ze strony kapitana żaglowca (którym był w tym rejsie Ziemowit Barański) czy załogi. Za przyczyny złamania obu masztów uznała okoliczności niezależne od człowieka (warunki atmosferyczne i prawdopodobne uderzenie bukszprytem i delfiniakiem w nieustalony, duży przedmiot unoszący się na wodzie). Izba wysoko oceniła zachowanie i profesjonalizm kapitana w awaryjnej sytuacji.
Od stycznia do czerwca 2011 roku trwał remont w brytyjskiej stoczni A&P. Główne koszty mieli pokryć armator, ubezpieczyciel, grupa sympatyków żaglowca zarejestrowana jako inicjatywa „Postaw Piwo Chopinowi”, darczyńcy i polscy przemysłowcy. W kwietniu 2011 roku, przy nabrzeżu stoczniowym Queens Wharf, zostały zamontowane wyremontowane maszty żaglowca. Wcześniej został odbudowany bukszpryt. Rozpoczął się również montaż „uzbrojonych” wcześniej na nabrzeżu rei. W tym ostatnim etapie remontu pomagali uczniowie Zespołu Szkół Morskich w Kołobrzegu. W maju żaglowiec przepłynął do boi na środku Falmouth Bay. Znajdował się jednak nadal pod aresztem w związku z procesem przed Królewskim Sądem Morskim dotyczącym sporu pomiędzy armatorem jednostki a armatorami kutra Nova Spero, który holował żaglowiec do Falmouth po wypadku. Żaglowiec miał założonych siedem z szesnastu rei, reszta ożaglowania została zajęta przez stocznię A&P jako zabezpieczenie kosztów remontu.
17 czerwca 2011 w stoczni A&P w Falmouth, gdzie remontowany był Fryderyk Chopin, wybuchły butle z acetylenem i spowodowały groźny pożar na terenie stoczni. Pożar szalał w pobliżu niezamontowanych jeszcze rei żaglowca, jednak szczęśliwie nie spowodował ich uszkodzenia.

## Współcześnie

### Niebieska Szkoła i rejsy czarterowe
W czerwcu 2011 roku Europejska Wyższa Szkoła Prawa i Administracji w Warszawie sprzedała żaglowiec firmie 3Oceans, powiązanej z Piotrem Kulczyckim. Nowy armator, po wyremontowaniu statku i wpłaceniu kaucji na poczet zabezpieczenia ewentualnej wypłaty związanej ze sporem sądowym z Nova Speero, odebrał go w czerwcu 2011 z portu w Falmouth i od tego czasu statek ponownie zaczął regularnie odbywać rejsy. Pod nowym zarządem statek jest czarterowany na prywatne rejsy oraz odbywają się na nim rejsy w ramach „Niebieskiej Szkoły”. W 2018 za realizację Niebieskiej Szkoły armator statku otrzymał Nagrodę im. Kapitana Leszka Wiktorowicza, a w 2023 nagrodę tę przyznano samemu programowi Niebieska Szkoła.

### The Tall Ships’ Races
W 2012 roku STS Fryderyk Chopin dowodzony przez kpt. Tomasza Ostrowskiego wygrał Tall Ship’s Races 2012 na trasie Saint-Malo – Lizbona – Kadyks – A Coruña – Dublin. Było to pierwsze zwycięstwo polskiego żaglowca w klasie A (największych jednostek) od 1989 roku. Wcześniej te prestiżowe regaty wygrywały STS Pogoria, ORP Iskra II oraz STS Dar Młodzieży. Statek powtórzył ten sukces na Tall Ship’s Races w roku 2015 oraz 2019.
Ponadto w regatach tych STS Fryderyk Chopin, jako jedyny w historii, trzy razy z rzędu otrzymał (w latach 2014, 2015 i 2016) prestiżową nagrodę Sail Training International Friendship Trophy, przyznawaną w tajnym głosowaniu wszystkich żaglowców – uczestników regat (każdy żaglowiec ma jeden głos) żaglowcowi, który uznany został za najbardziej przyczyniający się do rozwijania współpracy międzynarodowej i przyjaźni w czasie regat. W 2019 żaglowiec został laureatem Boston Teapot Trophy. W latach 2019, 2022 i 2023 trzykrotnie z rzędu (w latach 2020-2021 regaty nie odbyły się) wygrał Cape Horn Trophy, przyznawane najlepszemu żaglowcowi (według czasu skorygowanego) w klasie A w regatach The Tall Ships Races. W 2024 Chopin uzyskał zarówno nagrodę Friendship Trophy, jak i wygrał całe regaty wśród żaglowców w klasie A.

## Dane
- budowniczy: Stocznia Dora, Gdynia
- lata budowy: 1990–1992
  - wodowanie: listopad 1990 (Gdynia)
  - podniesienie bandery: 29 lutego 1992 (Gdynia, Skwer Kościuszki)
- armator: 3Oceans (wcześniej Europejska Wyższa Szkoła Prawa i Administracji, Międzynarodowa Szkoła pod Żaglami oraz Armatorski Dom Bankowy)
- port macierzysty: Szczecin (do 1993 Gdańsk)
- wymiary:
  - długość całkowita: 55,47 m
  - długość kadłuba: 44,06 m
  - długość między pionami: 38,78 m
  - szerokość: 8,71 m
  - zanurzenie: 4,2 m
  - wysokość masztów od KLW: 37 m
  - wysokość boczna: 6,11 m
- pojemność: 306 BRT
- wyporność: 400 ton
- powierzchnia żagli: 1200 m²
- dziobowy ster strumieniowy
- silnik pomocniczy: silniki „Scania” – 538 KM
- załoga: maksymalnie 52 osoby, w tym 8 osób stałej załogi zawodowej
- osiągi:
  - autonomiczność: 100 dni
  - prędkość maksymalna: pod żaglami – 16 węzłów; na silniku – 12 węzłów[24]

## Galeria

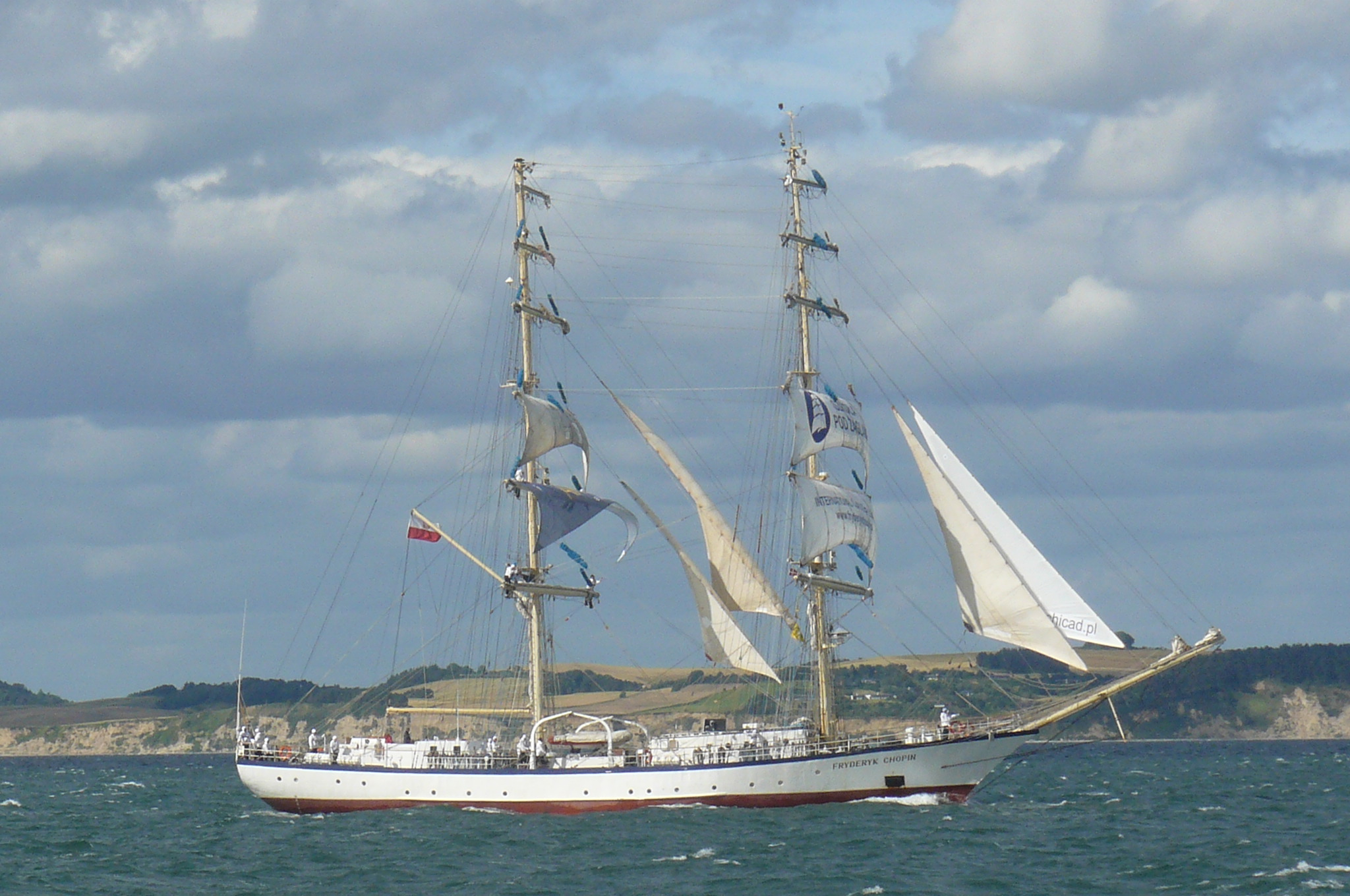
STS Fryderyk Chopin
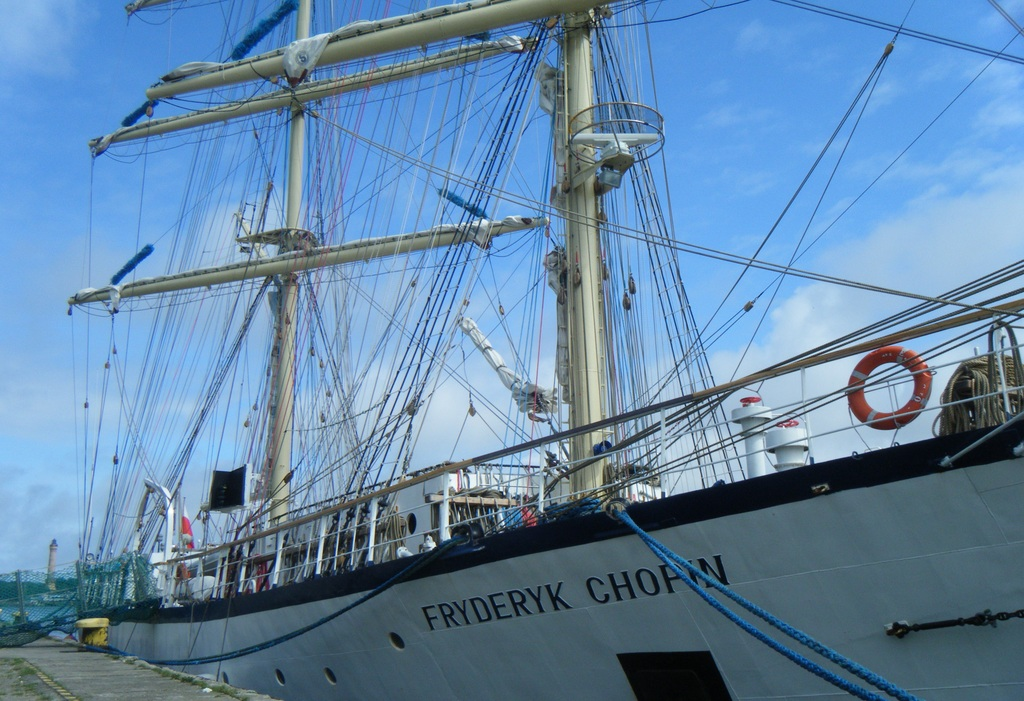
STS Fryderyk Chopin w Świnoujściu
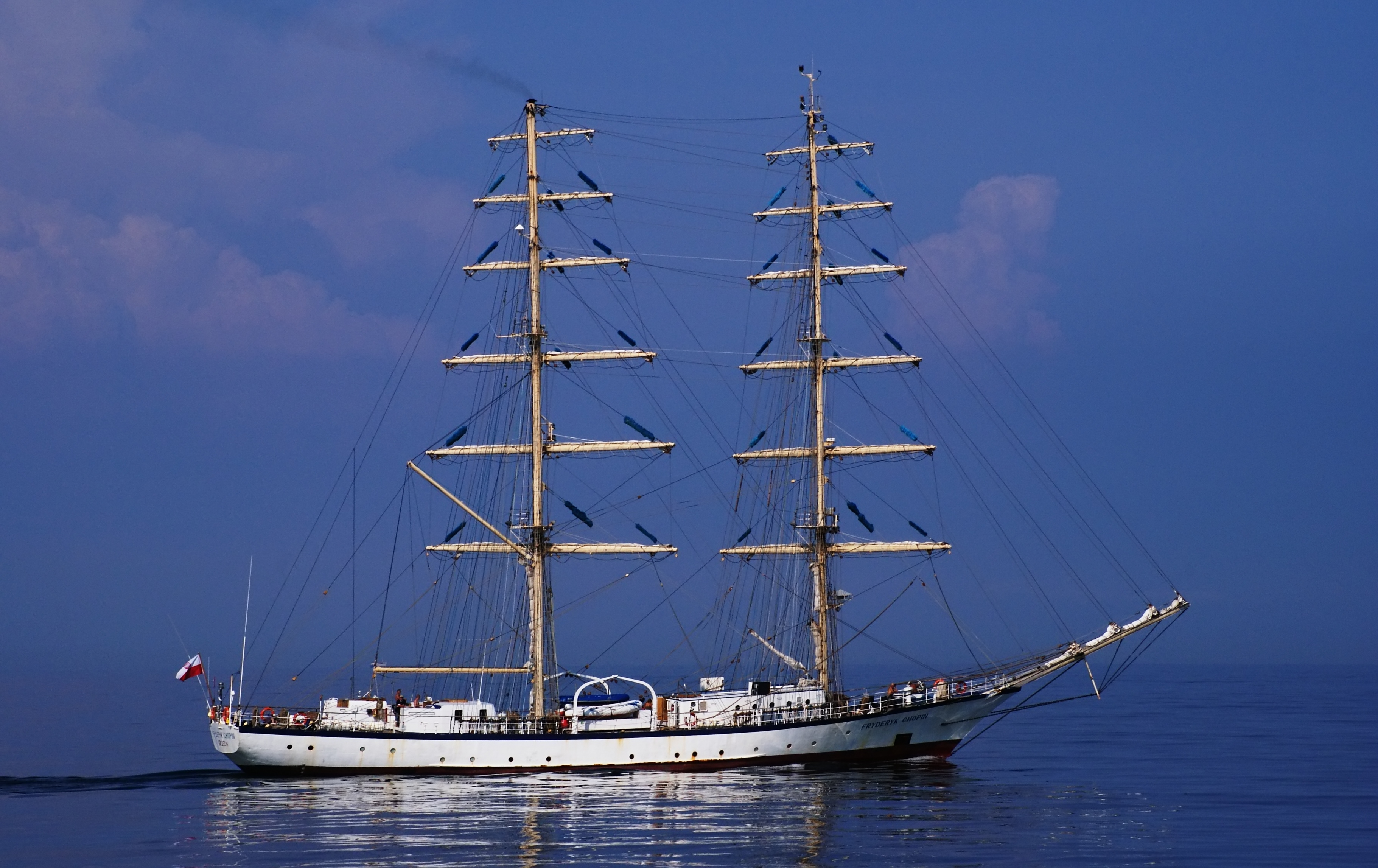
STS Fryderyk Chopin na Bałtyku (30 czerwca 2009)
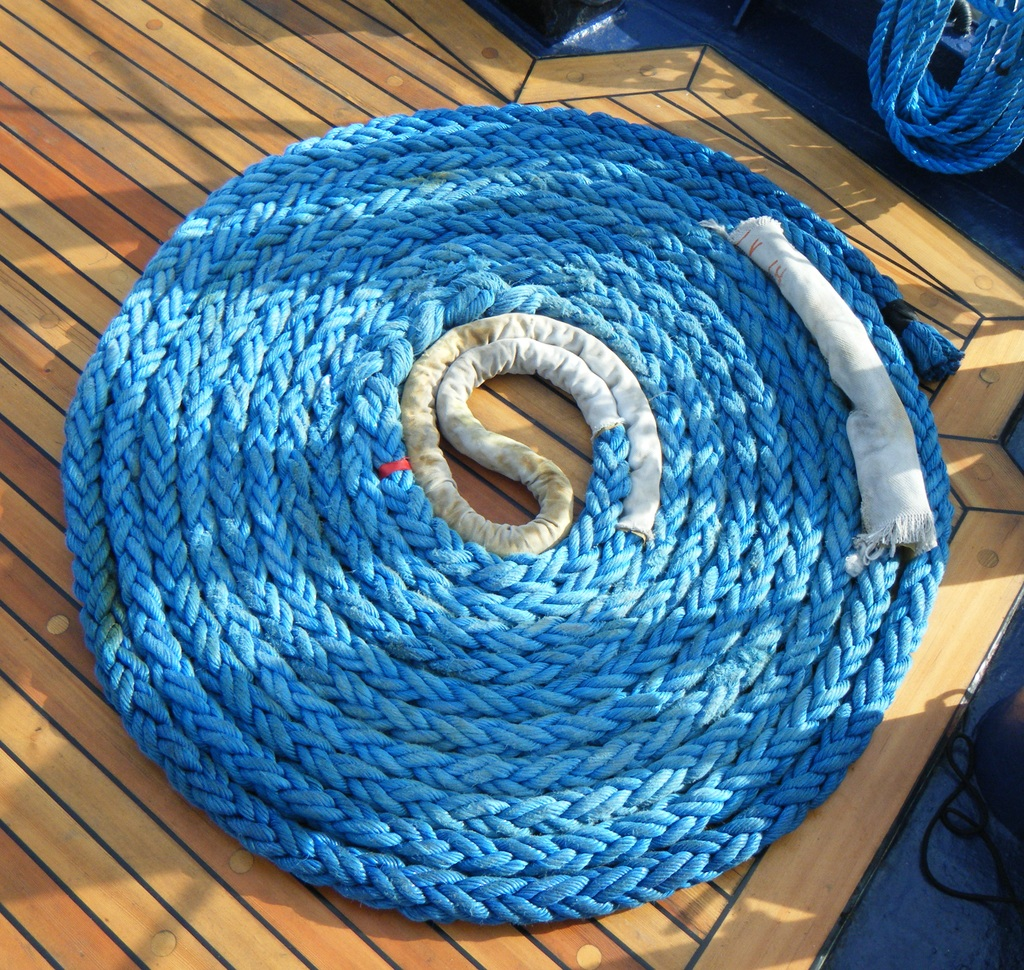
Jedna z lin cumowniczych żaglowca
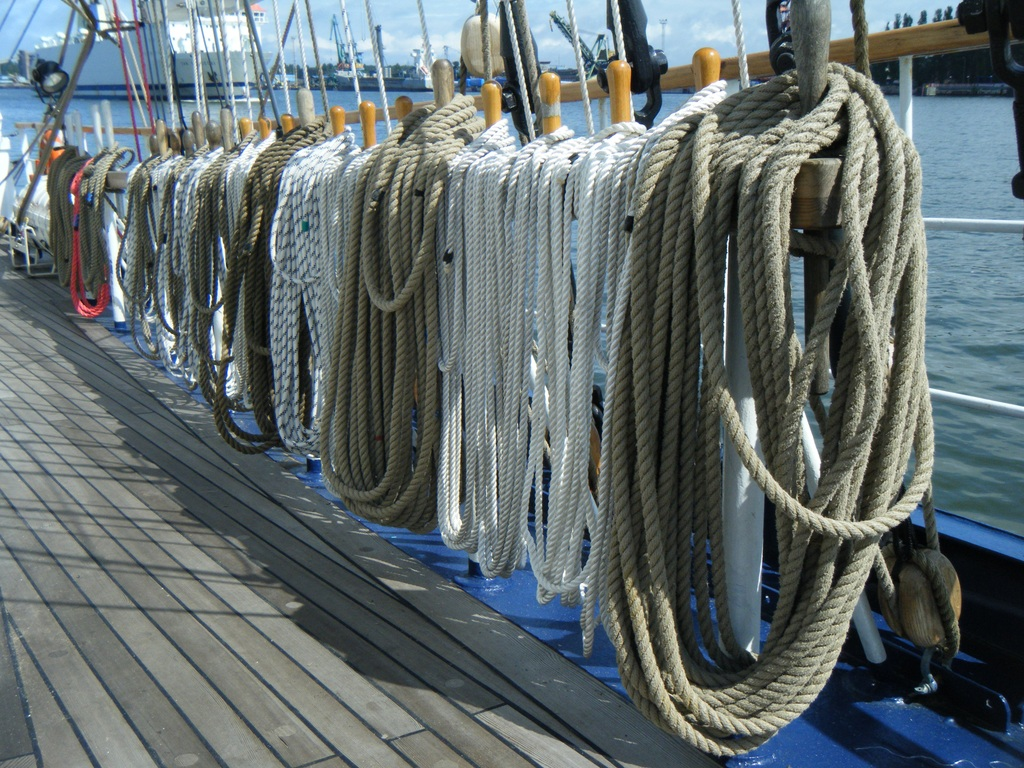
Olinowanie
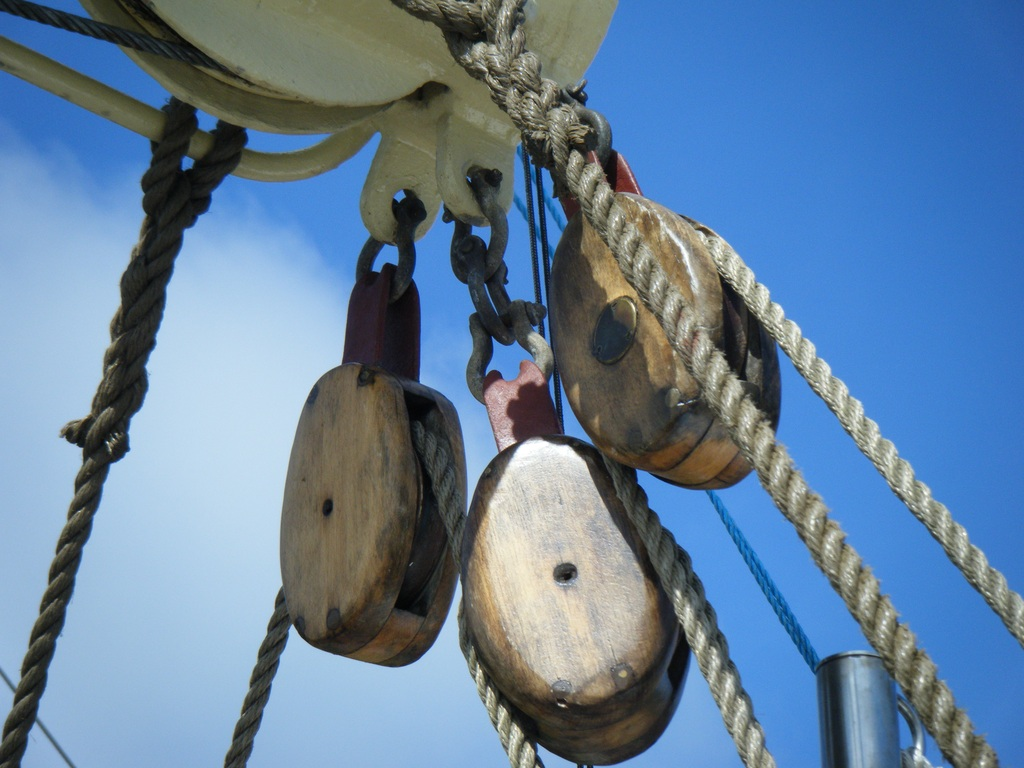
Bloczki
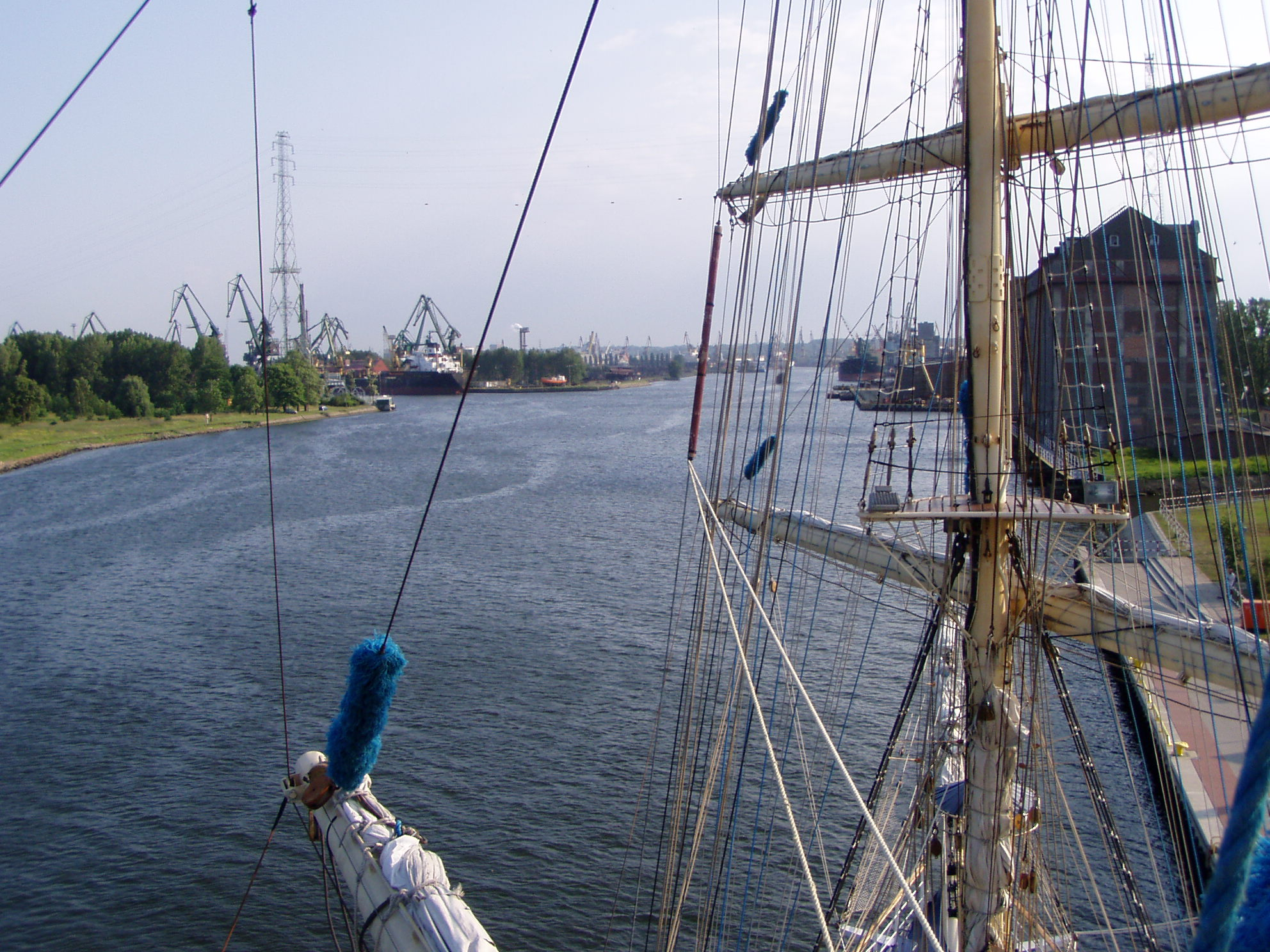
Widok na gdański port z głównego masztu żaglowca

## W mediach
W 2012 roku na pokładzie statku nakręcono film dokumentalny Dzienniki z Niebieskiej Szkoły.